# سیگانتو-جی
سیگانتو-جی (به ژاپنی: 青岸渡寺 Seiganto-ji) معبد وابسته به تندای، آیین بودایی است که در ناچیکاتسوئورا، شهرستان هیگاشی‌مورا، واکایاما، استان واکایاما، ژاپن واقع شده‌است.